# Użytki przedrębne
Użytki przedrębne są to drzewne użytki leśne pozyskane w czasie wykonywania zabiegów hodowlanych jak cięcia pielęgnacyjne (czyszczenia, trzebieże).

Użytki przedrębne pozyskiwane są do chwili osiągnięcia przez drzewostan dojrzałości rębnej, którą określa wiek rębności.

Przez cały czas życia drzewostanu (do i po osiągnięciu wieku rębności) pozyskiwane są użytki drzewne w zabiegach ochronnych podczas tzw. cięć sanitarnych (np. podczas usuwania skutków huraganów czy gradacji szkodliwych owadów).